# مركبة القتال البرمائية طراز 05
مركبة القتال البرمائية طراز 05، هي عائلة من المركبات القتالية المدرعة البرمائية التي طورتها شركة نورينكو لسلاح مشاة البحري التابع لجيش التحرير الشعبي الصيني ، وتتكون من نوعين قتاليين رئيسيين - مركبة مشاة قتالية ZBD-05 ومركبة الهجوم ZTD-05 ، بالإضافة إلى العديد من النسخ الداعمة القائمة على ZBD-05. يمكن إطلاق الطراز 05 في البحر من سفينة هجوم برمائية فوق الأفق. 
باعتبارها مركبة قتالية برمائية مخصصة، يهدف الطراز 05 إلى توفير قدرات برمائية فريدة تؤكد على عمليات الإنزال السريعة. الصين هي الدولة الوحيدة التي تنتج مثل هذه المركبات القتالية البرمائية عالية السرعة الفريدة من نوعها. 

### التسليح

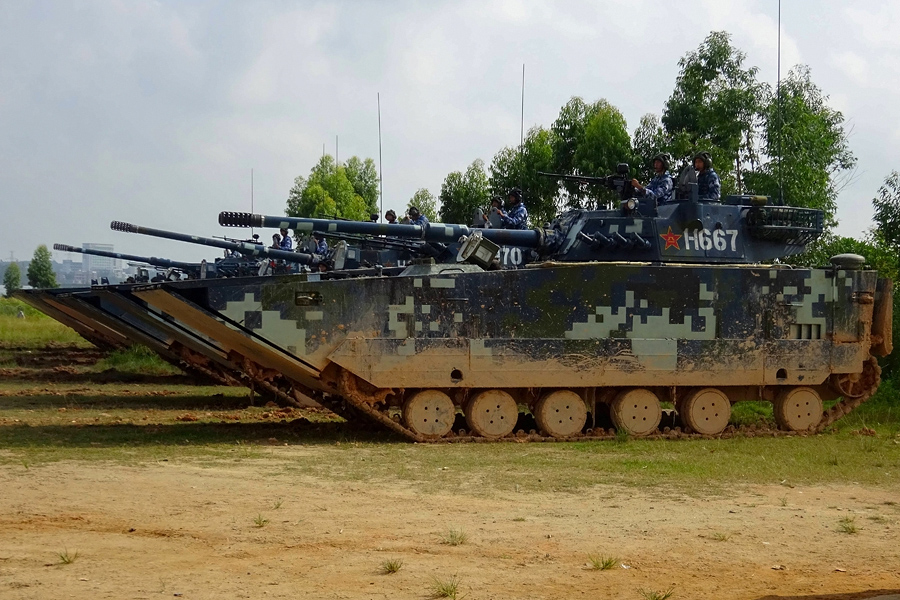
مركبة ZTD-05 مسلحة بمدفع عيار 105 مم في مناورات عسكرية مشتركة.

تم تصميم طراز ZBD-05، وهو نسخة مركبة المشاة القتالية (IFV)، لدعم عمليات المشاة والعمليات البرمائية. يتكون الطاقم من ثلاثة أفراد، السائق الموجود في الجزء الأمامي الأيسر من البرج، مع القائد والمدفعي الموجودين في البرج. تتميز المركبة ببرج مدفع ZPT-99 عيار 30 مم مع قاذف HJ-73 C ATGM ، القادر على اختراق أكثر من 800 مم. يمكن للمركبة أن تحمل من 7 إلى 8 (فرقة واحدة) من المشاة المسلحين في مقصورة الركاب الخلفية. 

## المشغلين
- الصين

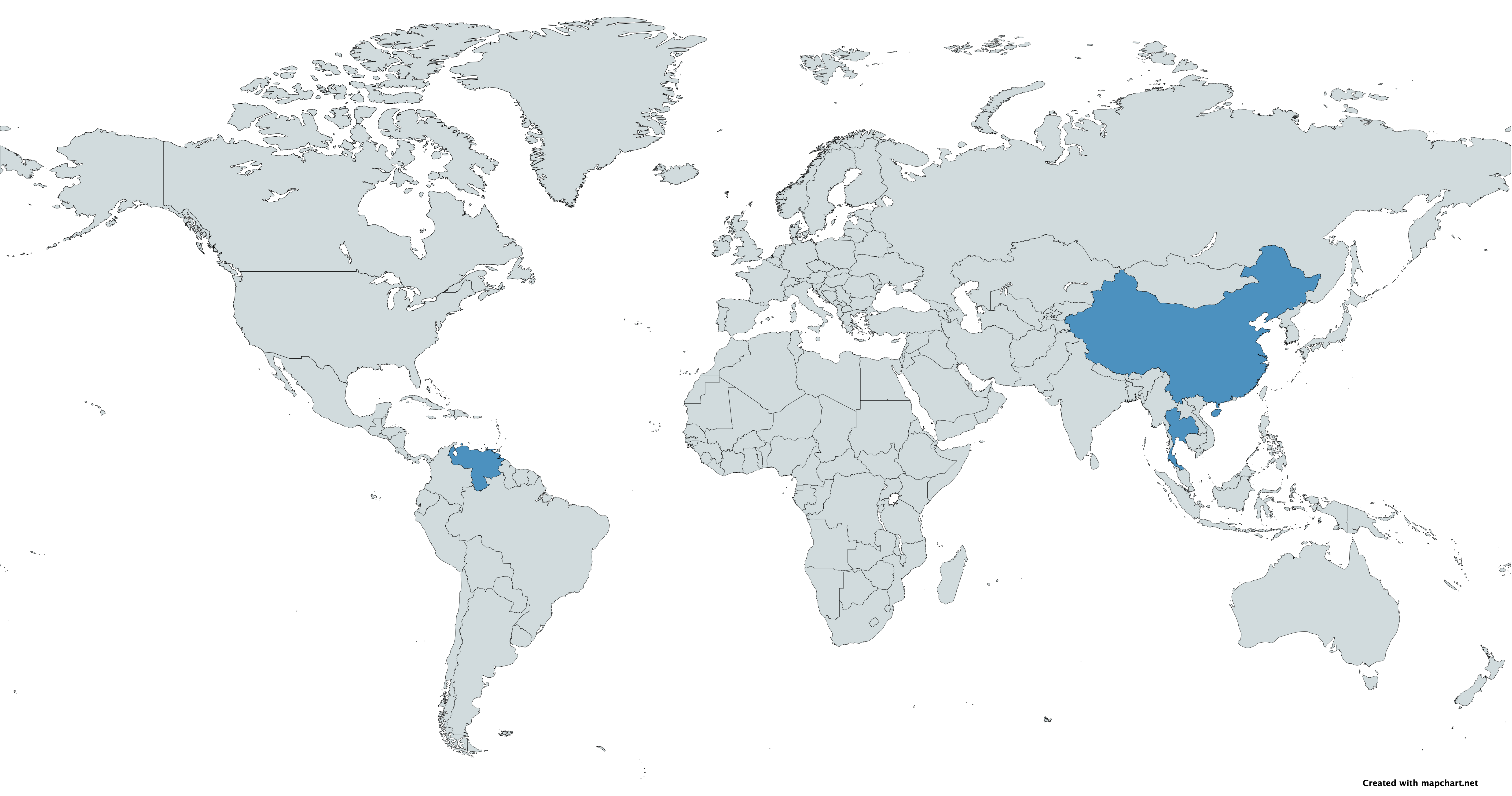
خريطة للدول التي تستخدم مركبة طراز 05 باللون الأزرق.

  - قوة جيش التحرير الشعبي البرية: أكثر من 1500 وحدة في الخدمة اعتبارًا من عام 2022. 750 وحدة من ZBD-05؛ 750 وحدة من ZTD-05؛ وحدات غير محسوبة من المتغيرات الأخرى.

سلاح مشاة البحرية التابع لجيش التحرير الشعبي: أكثر من 320 وحدة في الخدمة اعتبارًا من عام 2021. 240 وحدة من ZBD-05؛ 80 وحدة من ZTD-05؛ وحدات غير محسوبة من المتغيرات الأخرى.
- فنزويلا[6]
- تايلاند [7]